# Meleagros
Meleagros (latinsky Meleager) byl v řecké mytologii syn kalydónského krále Oinea a jeho manželky Althaie.

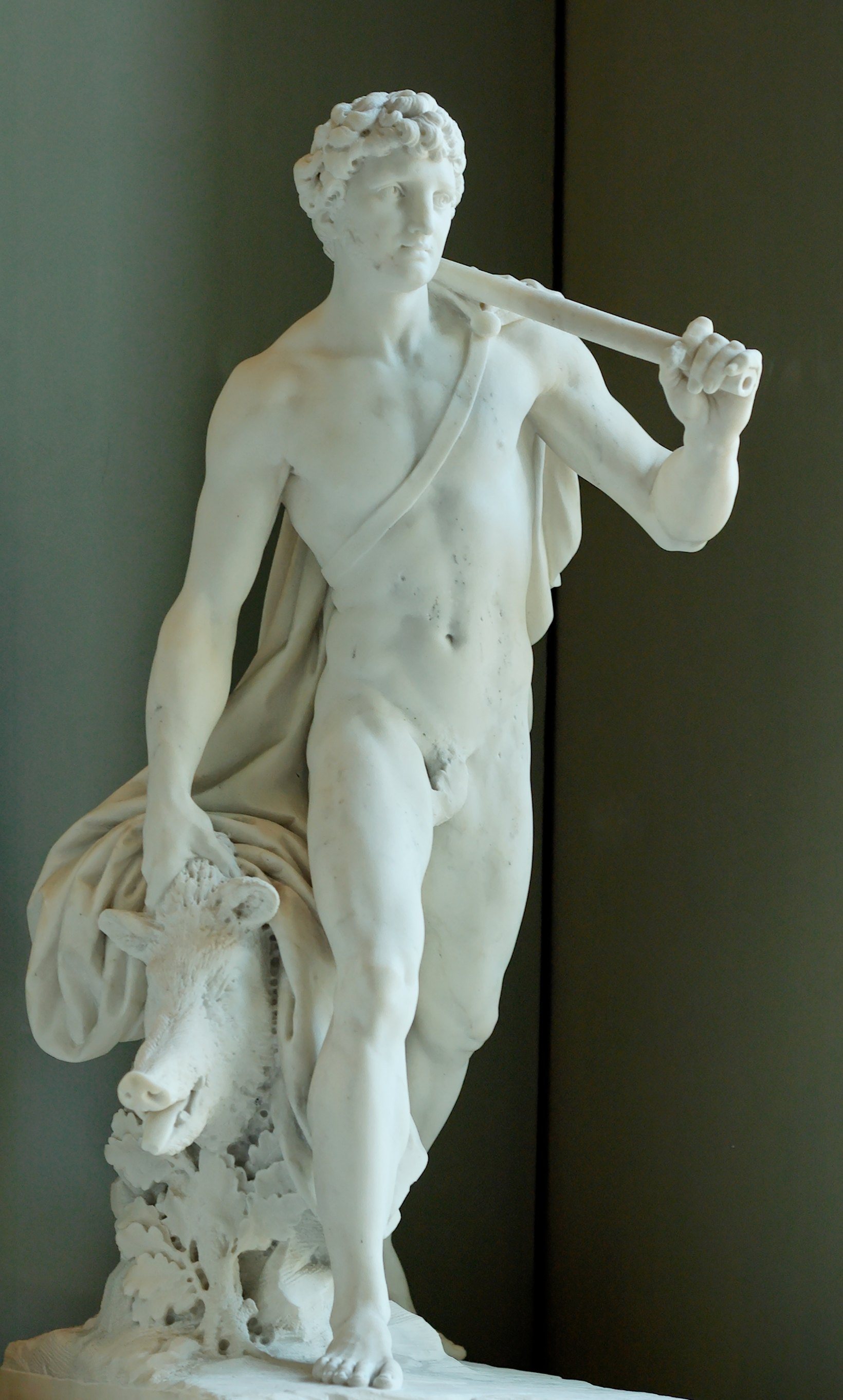
Socha Meleagra z pařížského muzea Louvre

V Aitólii ve středním Řecku vládl král Oineus, v hlavním městě Kalydón. Jednoho roku sklidili bohatou úrodu a král obětoval všem bohům, jenom na Artemis, bohyni lovu, zapomněl. Uražená bohyně za trest poslala na Kalydón strašného kance. Byl vzrostlý jako býk, oči podlité krví, štětiny silné jako oštěpy, tesáky jako sloní kly, horkou pěnu kolem tlamy. Kanec nadělal velké škody – podupal rostoucí obilí, ničil dozrávající úrodu, vinnou révu, olivové sady, hubil lidi, psy, stáda dobytka. Lidé před ním prchali.
Králův syn Meleagros se rozhodl zbavit kraj strachu a kance zabít. Svolal nejstatečnější muže na tento lov, mezi nimi i Argonauty, s nimiž se plavil na lodi Argó do Kolchidy pro zlaté rouno. Přišli:
- Kastór a Polydeukés ze Sparty
- Idás a Lynkeus z Messény
- Théseus z Athén
- Peirithoos z Larissy
- Iásón z Iólku
- Admétos z Fér
- Nestór z Pylu
- Péleus a Eurytión z Fthijí
- Ífiklés z Théb
- Amfiaráos z Argu
- Telamón ze Salamíny
- Kaineus z Magnésie
- Ankaios a Kéfeus z Arkadie
- a krásná lovkyně Atalanta

Král uspořádal veliký hon, v hlubokém lesním úvalu vyplašili hrozného kance a zaútočili na něj oštěpy, ale jenom ho rozdráždili. Kanec jednomu lovci rozdrásal nohu a zmizel v křoví, kde ho dostihl šíp Atalanty a zabodl se mu za ucho. Muži se nechtěli nechat zahanbit ženou, prudce útočili a Ankaios se kanci postavil ostrou sekyrou. Kanec však zaútočil první a vrazil mu tesáky do břicha, během chvilky byl lovec mrtev. Ostatní lovci se netrefili, až Meleagros kance zabil. Kůži zabitého kance, svou kořist, daroval Atalantě, což se nelíbilo ostatním lovcům, vzali trofej Atalantě, což ale popudilo Meleagra tak, že zabil dva své strýce.
Althaia, Meleagrova matka, nejprve myslela, že její bratři jsou obětí lovu, ale když se dozvěděla pravdu, rozzlobila se a myslela na pomstu. Vzpomněla na starou věštbu při narození syna, že on bude žít tak dlouho, dokud nedohoří darovaná louč. Tenkrát ji matka schovala a dnes se pro ni vrátila, zapálila ji a po vnitřním boji ji hodila do ohně. V tu chvíli Meleagros začal slábnout a v bolestech za chvíli skonal. Celé město plakalo, král propadl hlubokému zármutku a matka se probodla mečem. Jeho dvě sestry se utápěly v žalu. Po tolika neštěstích a
pohromách se bohyně Artemis přestala hněvat, ale ještě předtím sestry Meleagrovy proměnila v perličky.
Jiná verze této báje události po skončení honu líčí tak, že se lovci hádali, kdo se o zabití kance nejvíce zasloužil. Od urážek se přešlo k nepřátelským činům, až z toho byla válka mezi Kalydónem a vedlejším Pleurónem. Do čela vojska se postavil Meleagros, zahnal cizí vojska na útěk. Nešťastnou náhodou však zabil bratra své matky. Altheia syna proklela a on z hněvu opustil vojsko a uchýlil se ke své manželce Kleopatře. V jeho nepřítomností nepřítel znovu zaútočil, město obklíčil. Tu již kalydónští prosili Meleagra, aby se vrátil do vedení armády, ale on nepovolil až když nepřátelé dobyli město, teprve pak je silou zahnal. Město bylo zachráněno, ne tak Meleagros – bohové vyslyšeli matčinu kletbu a Apollón ho zahubil šípem.

## Odraz v umění
Příběh Meleagrův se zachoval na četných vázových malbách, reliéfech i sochách, např.:
- socha Meleagros Belvederský je římská kopie staršího řeckého originálu (dnes ve Vatikánském muzeu)
- reliéf Lov kalydónského kance (je asi z 1. – 2. stol. n. l.)
- obraz Meleagros a Atalanta na lovu od Charlese Lebruna (kolem r. 1680, dnes v pařížském Louvru)